# Dioryctria simplicella
Dioryctria simplicella là một loài bướm đêm thuộc họ Pyralidae. Nó được tìm thấy ở châu Âu, ngoại trừ các khu vực miền nam.
Sải cánh dài 21–30 mm. Con trưởng thành bay từ tháng 7 đến tháng 9 làm một đợt mỗi năm.
Ấu trùng ăn chồi của loài Pinus sylvestris và các loài có liên hệ.

## Hình ảnh

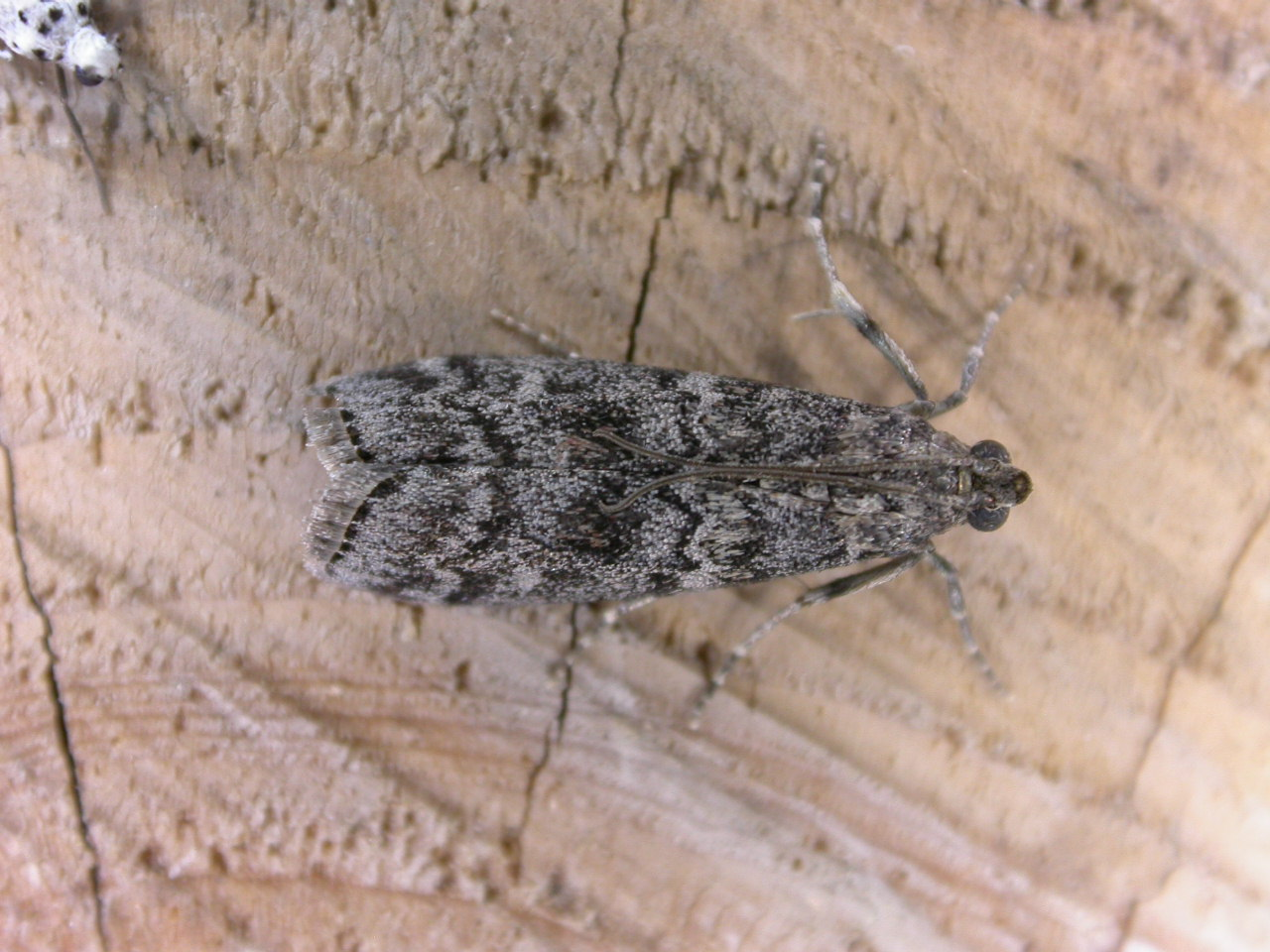